# Raphaël (archange)
Pour les articles homonymes, voir Raphaël (homonymie) et Saint Raphaël.
Raphaël (de l’hébreu : refa- : « guérir » et -El : « Dieu » ; c'est-à-dire « Dieu guérit ») est le troisième archange reconnu par l’Église catholique et l’Église orthodoxe, avec Michel et Gabriel. Il est cité dans le Livre de Tobie (12,15) : « Moi, je suis Raphaël, l’un des sept anges qui se tiennent ou se présentent devant la gloire du Seigneur ». Depuis la tradition juive, il est également identifié comme l'un des trois visiteurs célestes reçus par Abraham au Chêne de Mambré. Beaucoup de Pères de l'Église l'ont rapproché de l'ange mentionné dans Jean 5,4 intervenant à la piscine de Bethesda où les malades étaient amenés pour être guéris : « Et un ange du Seigneur descendit à certains moments dans le bassin et l'eau fut remuée. Et celui qui descendait le premier dans le réservoir après le mouvement de l'eau était guéri de toute infirmité dont il souffrait » (Bible de Douai).

## Récit biblique (deutérocanonique)

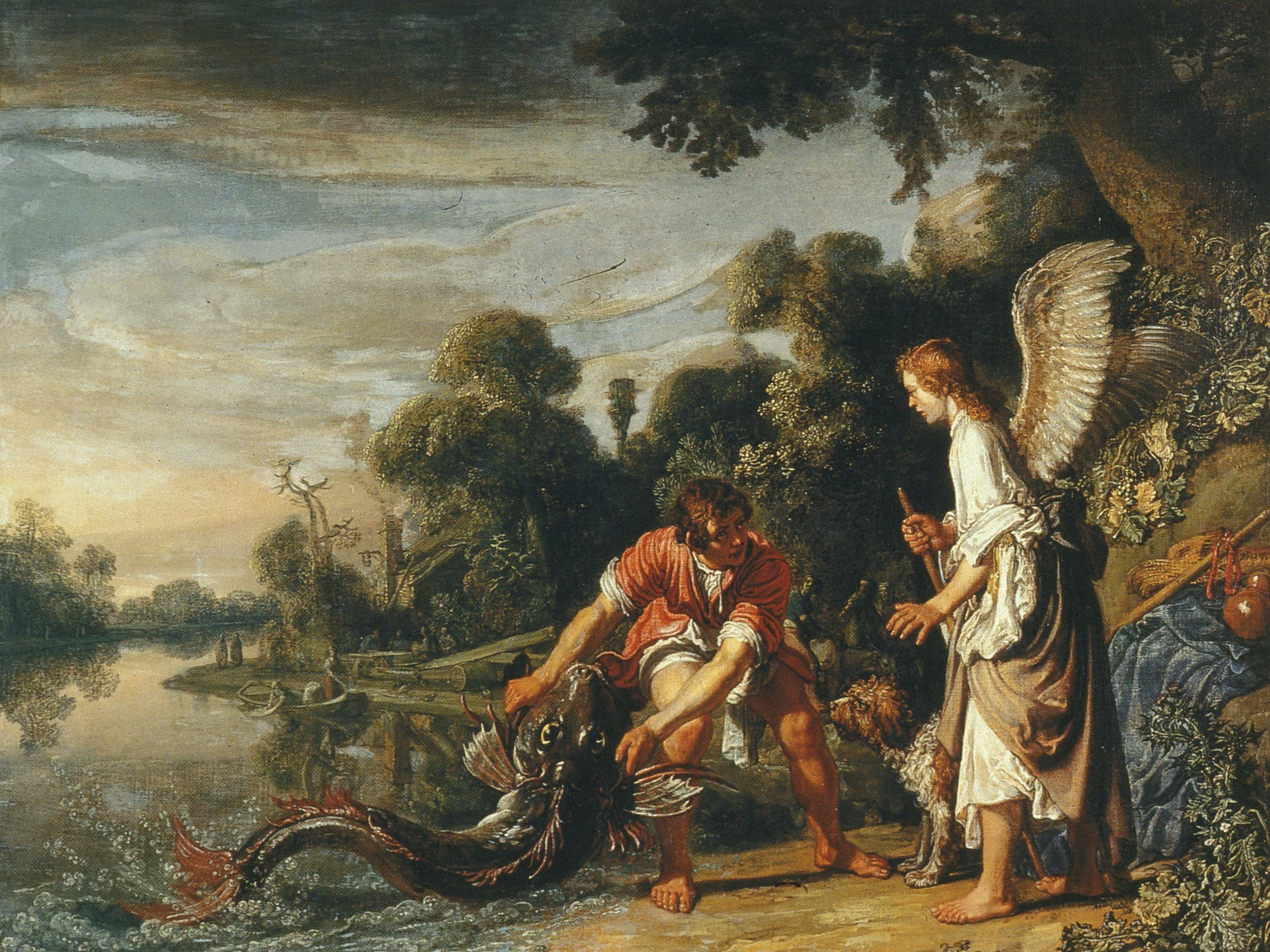
Raphaël avec Tobie attrapant le poisson, tableau de Pieter Lastman (1613), collection OKS - Ottema-Kingma Stichting, Leeuwarden, Pays-Bas.

Le Livre de Tobie s’inscrit parmi les livres historiques de l'Ancien Testament avec ceux de Judith et de Néhémie. Il porte le nom de son principal héros.
Un homme âgé nommé Tobit de la tribu de Nephthali, l'une des douze tribus les plus septentrionales d'Israël est l’un des déportés à Ninive (la capitale de l'Assyrie) à la suite de l’envahissement du royaume d’Israël en 721 avant J.-C. par les assyriens. Tobit est un Israélite pieux et riche, mais il a un certain nombre de malheurs et devient finalement aveugle en recevant de la fiente d’oiseau dans les yeux. Dans un profond abattement, il prie pour sa mort. Se croyant arrivé à la fin de sa vie, il envoie son fils Tobie récupérer de l'argent qu'il avait déposé auparavant en Médie.
Au même moment, à Ecbatane, une jeune femme nommé Sarah prie aussi pour la mort après avoir eu sept maris tués tour à tour la nuit de ses noces par le démon Asmodée. Dieu entend les prières de Tobit et de Sarah et leur envoie l'archange Raphaël sous l’apparence d’un homme pour guérir Tobit et libérer Sarah. Accompagnant, conseillant et guidant Tobie durant son voyage, Raphaël lui permet de récupérer l’argent et de réaliser un mariage heureux avec Sarah.
À leur retour, Tobie guérit la cécité de son père en suivant les recommandations de Raphaël. Quand Tobie désire récompenser cet homme qui s’est montré si bienveillant en lui offrant la moitié de l’argent, l’archange Raphaël se présente à eux en les invitant à continuer leurs bonnes œuvres et à bénir Dieu. Tobit mourut dans la paix à 112 ans et fut enterré dignement à Ninive.

## Rôle dans le livre d'Hénoch

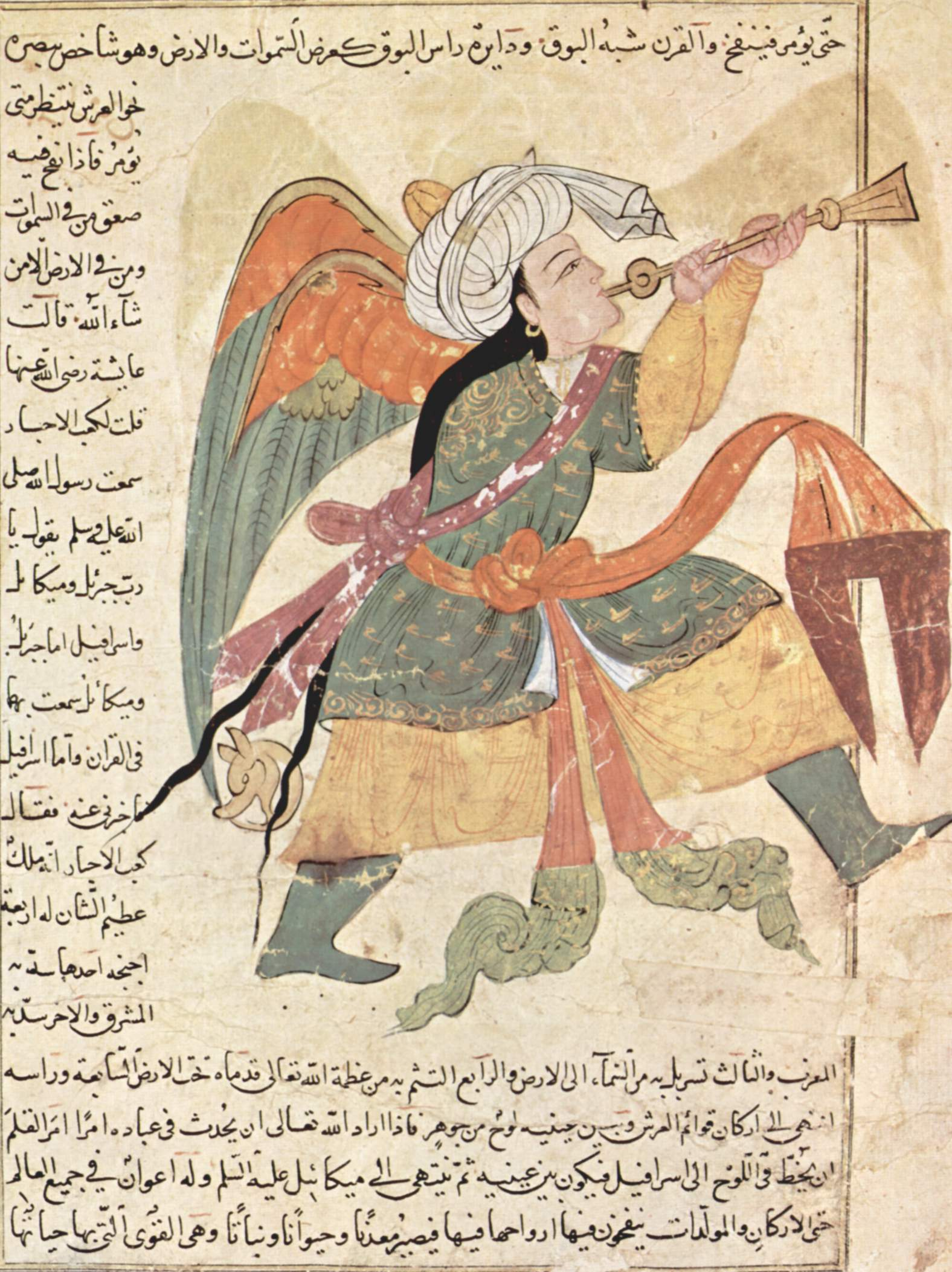
Représentation d'Israfil (Raphaël), Les miracles de la création d'Al-Qazwini (début XV).

Le Livre d'Hénoch parle ainsi de Raphaël : « Puis le Seigneur dit à Raphaël : Prends Azazel, lie-lui les pieds et les mains ; jette-le dans les ténèbres ; et abandonne-le dans le désert de Dudael. » (Hénoch 10-6).

## Islam
Dans l'islam, Raphaël est appelé « Israfil » en arabe . Sans être directement mentionné, la tradition musulmane lui assigne un rôle bien différent puisqu'il est l'ange qui soufflera de la trompe lors du Jugement Dernier :
- « Et on soufflera dans la Trompe, et voilà que ceux qui seront dans les cieux et ceux qui seront sur la terre seront foudroyés, sauf ceux qu’Allah voudra [épargner]. Puis on y soufflera de nouveau, et les voilà debout à regarder » (Coran, sourate 39, verset 68).
- « Nous les laisserons, ce jour-là, déferler comme les flots les uns sur les autres, et on soufflera dans la Trompe et Nous les rassemblerons tous » (sourate 18, verset 99).

## Autres sources
L'archange Raphaël est cité plusieurs fois dans le Grand Évangile de Jean (en) du mystique Jakob Lorber.

## Apparitions

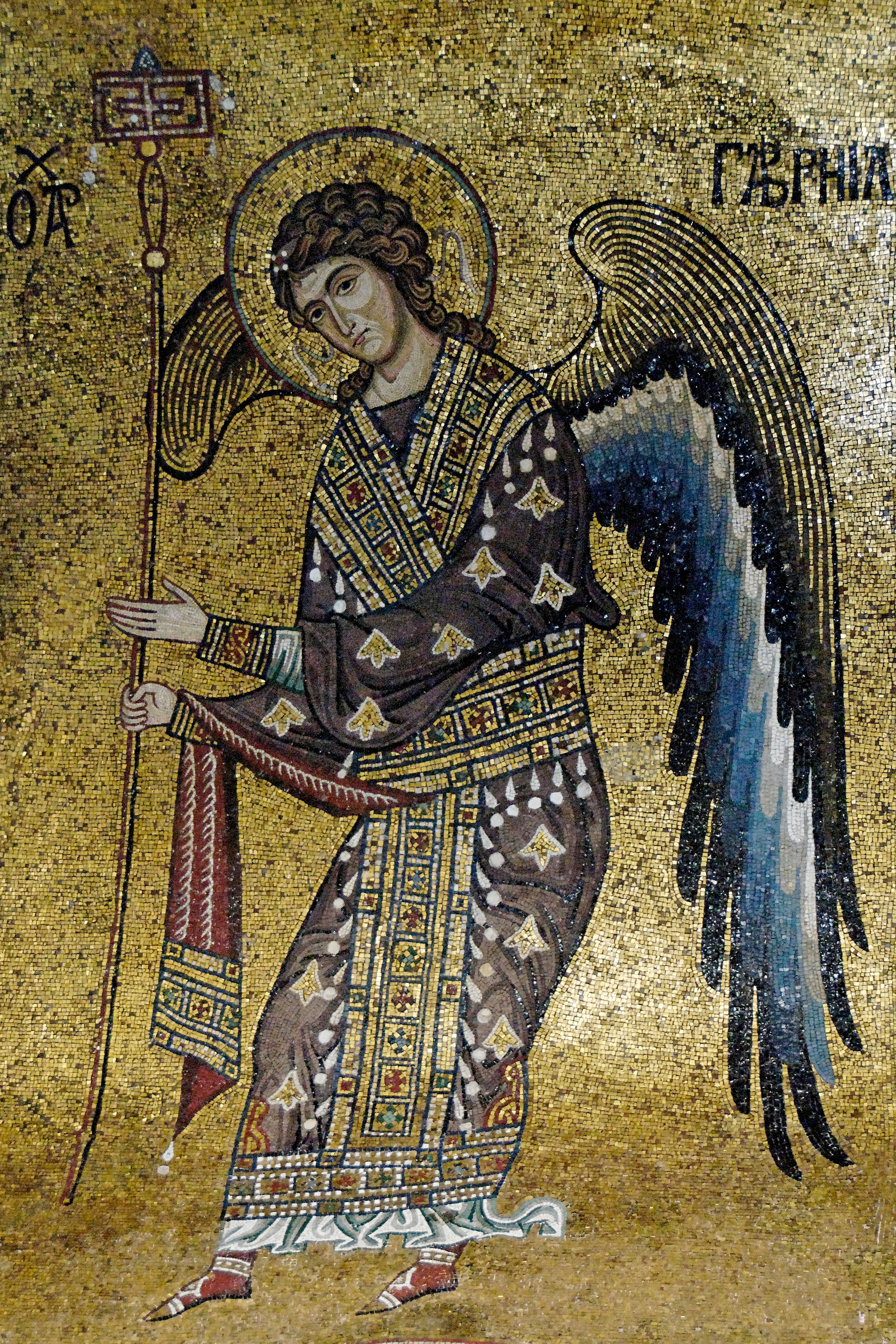
L'archange Raphaël, mosaïque (détail), église de la Martorana, Palerme, Italie.

L'archange Raphaël serait apparu à Cordoue, en Espagne, au XVIe siècle, au prêtre Andrés de las Roelas à une période où la peste menaçait la ville. Un culte s'est développé, et le siècle suivant le pape Innocent X autorisa une célébration locale en l'honneur de l'archange le 7 mai, date de la principale apparition, pour faire face à une nouvelle épidémie.
Saint Jean de Dieu, fondateur de l'Ordre hospitalier qui porte son nom, aurait également reçu la visite de saint Raphaël qui l'encouragea et l'instruisit. En dehors des Frères de la Charité, de nombreux autres établissements dans le monde portent le nom de « Raphaël », centres médicaux, instituts d'éducation spécialisée, organismes pour enfants et adolescents handicapés, liés à des dispositifs de protection et d'aide à l'enfance, à des projets pilotes et des programmes de développement.
La religieuse napolitaine du XVIIIe siècle, sainte Marie-Françoise des Cinq-Plaies, aurait également bénéficié d'une apparition de Raphaël la guérissant d'une de ses plaies.

## Fête et patronage
Si vers l'an 800, un autel lui était dédié à l'abbaye de Centula, au diocèse d'Amiens, le nom de saint Raphaël est resté absent des sacramentaires et martyrologes jusqu'au XIe siècle, même si le culte populaire est vraisemblablement antérieur. Le premier témoignage écrit est celui d'un sacramentaire de la ville d'Ivrée, dans le Piémont, en usage au XIe siècle, qui relate une fête liturgique le 3 janvier. En France, le culte de l’archange se développa en Aquitaine, en Dordogne, dans le Tarn (Saint-Raffel), en Auvergne et dans le Var (la ville de Saint-Raphaël), et sans doute à Cabriès avec d'abord la construction d'une chapelle puis d'une église avec un pèlerinage. Par la suite, de nombreux diocèses ont célébré une fête à des dates différentes ; par exemple, au XVe siècle, l'archidiocèse de Bordeaux en avait deux : le 8 juillet et le 13 octobre.

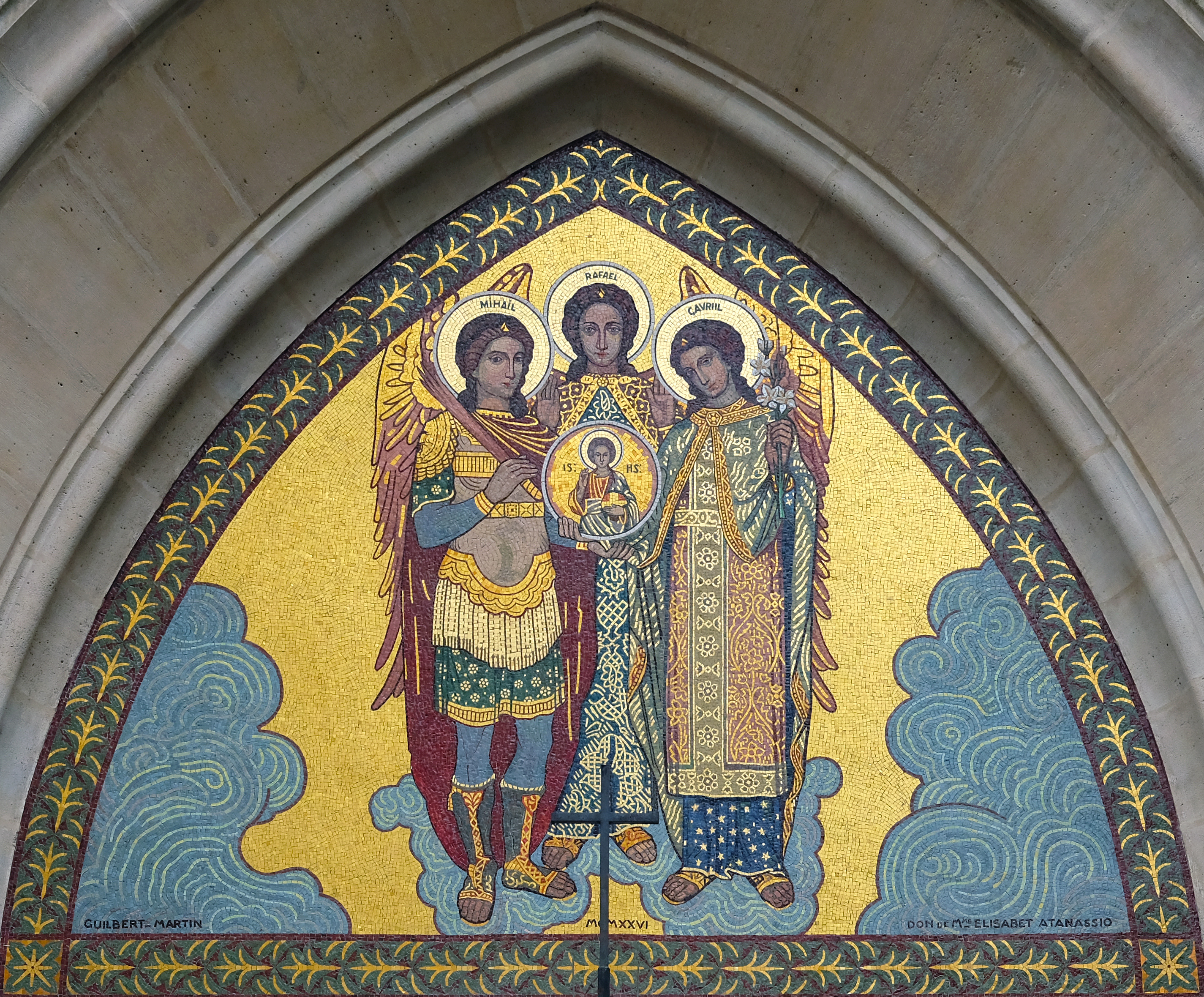
Les trois archanges (Michel, Raphaël et Gabriel) sur le tympan de l'église des Saints-Archanges, Paris 5e.

En 1921, le pape Benoît XV a étendu sa fête fixée au 24 octobre à toute l'Église avec inscription au Martyrologe romain : « La fête de saint Raphaël l'Archange, dont la dignité et les faveurs sont célébrées dans le Livre sacré de Tobie ». Depuis la révision du Calendrier romain général de 1969, elle est associée avec celle des archanges Michel et Gabriel et célébrée le 29 septembre. L'Église orthodoxe le fête le 8 novembre à la synaxe de l'archange Michel avec les cinq autres archanges : Gabriel, Uriel, Selaphiel, Jéhudiel, Barachiel et Jérémiel.
Au Moyen Âge, les adolescents et les jeunes qui quittaient la maison pour la première fois se plaçaient ou étaient placés sous la protection de saint Raphaël. Ils apportaient avec eux une tablette qui le représentait avec Tobie. Il était appelé, entre autres, Adolescentium pudicitiæ defensor, « défenseur de la chasteté des adolescents ».
L’Église honore saint Raphaël comme le patron des « voyageurs sur terre, sur mer et dans les airs ». Les raphaélistes étaient les membres de l'association des cheminots chrétiens. Il est de même le patron des non-voyants et des personnes qui souffrent de problèmes oculaires.

## Représentation dans les arts
- par Antonio Pollaiolo, galerie Sabauda (Turin).
- par Francesco Botticini, 1470.
- par Sandro Botticelli (1491/1493), élément de la Pala delle Convertite, Institut Courtauld.
- par Filippino Lippi, National Gallery of Art, Washington
- par Andrea del Sarto (1512), Kunsthistorisches Museum, Vienne, Autriche.
- par Pisanello, monument à Niccolò Brenzoni et peinture au plafond, église San Fermo Maggiore (it), Vérone.
- par le Titien, gallerie dell'Accademia, Venise.
- par Battistello Caracciolo (1635).
- par Bartolomé Román, Pinacoteca de la Iglesia de San Pedro de Lima.

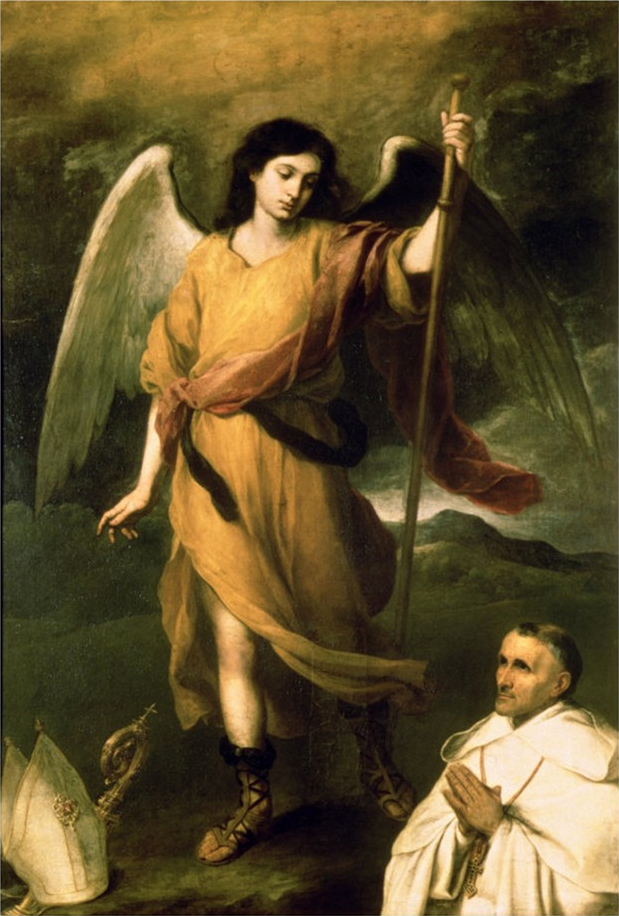
L'Archange Raphaël et l'évêque Francisco Domonte, Bartolomé Esteban Murillo, musée des Beaux-Arts Pouchkine, Moscou.
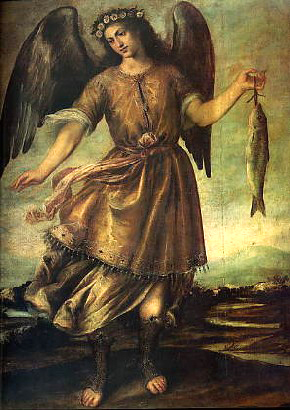
L'Archange saint Raphaël, Bartolomé Román, pinacothèque de la basilique Saint-Pierre, Lima.
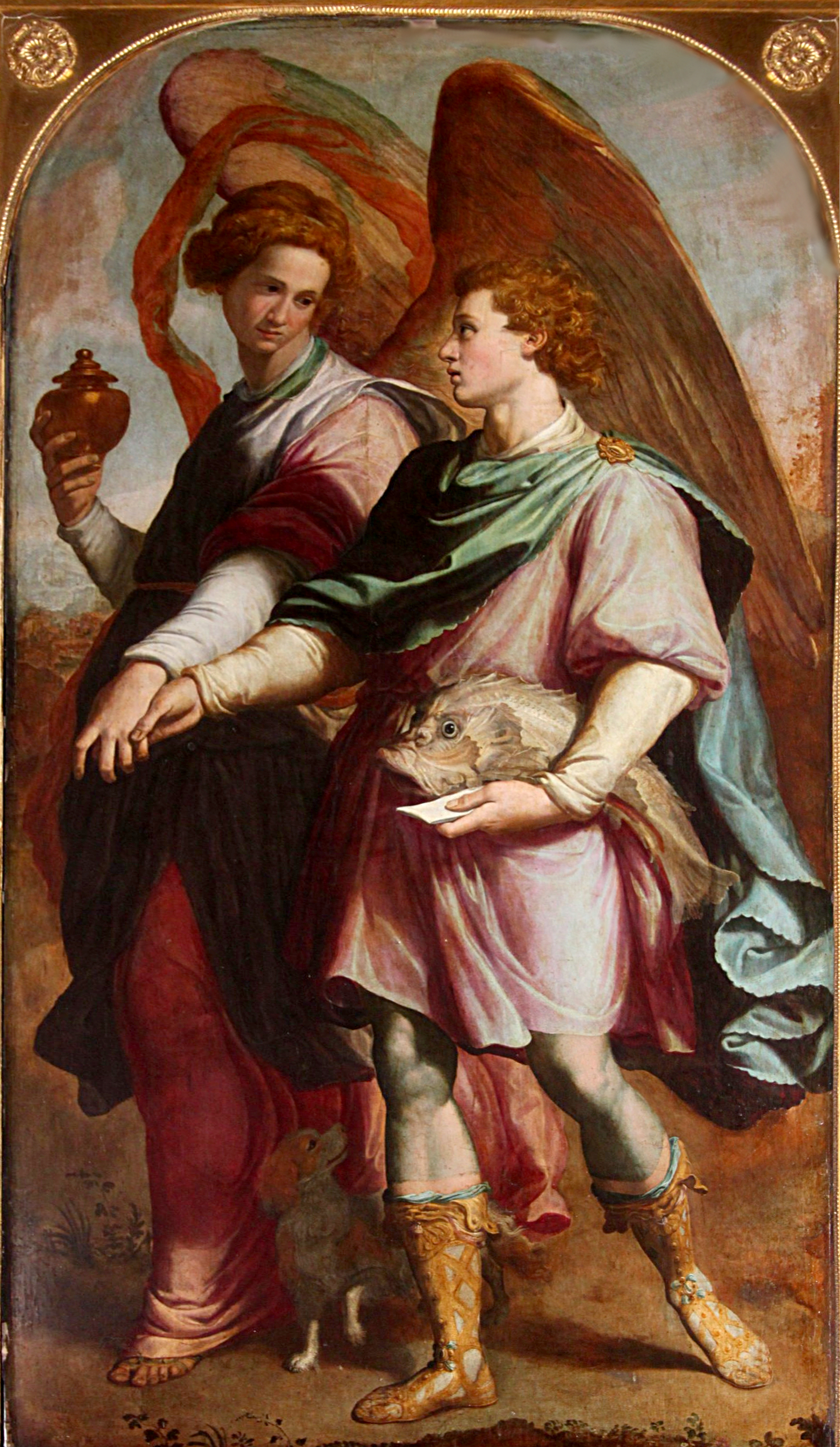
Tobie et l'Ange, Santi di Tito (1575), église Saint-Eustache, Paris.
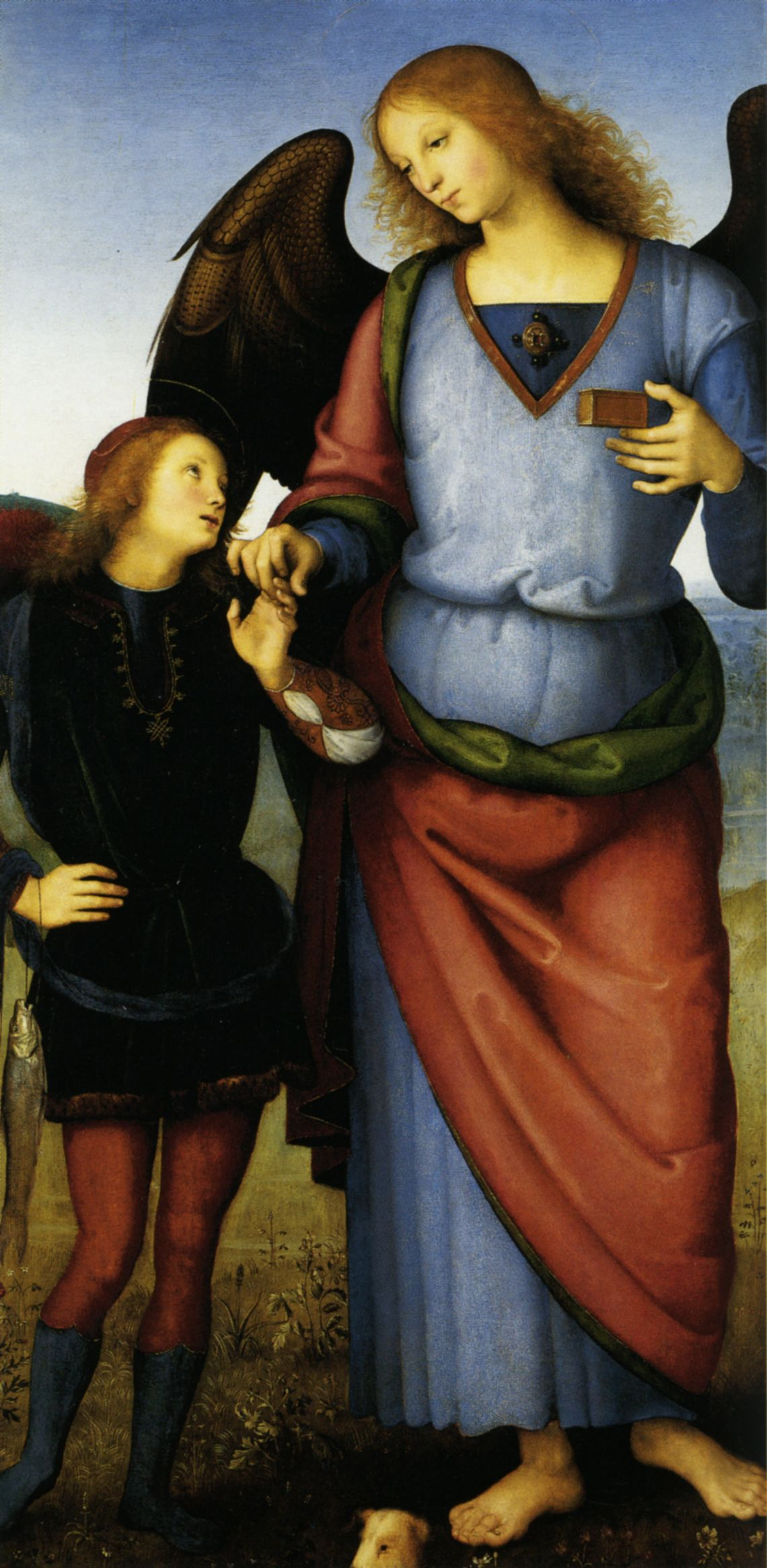
L’archange Raphaël avec Tobie, le Pérugin, panneau droit du Polyptyque de la chartreuse de Pavie (v. 1496-1500), National Gallery, Londres, Royaume-Uni.
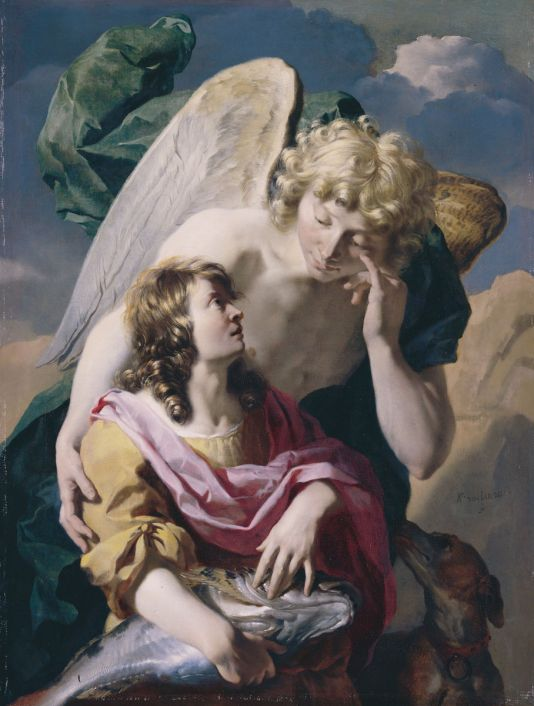
Tobie et l'Ange, Karel Dujardin (v. 1660), musée des Beaux-Arts de Budapest, Hongrie.
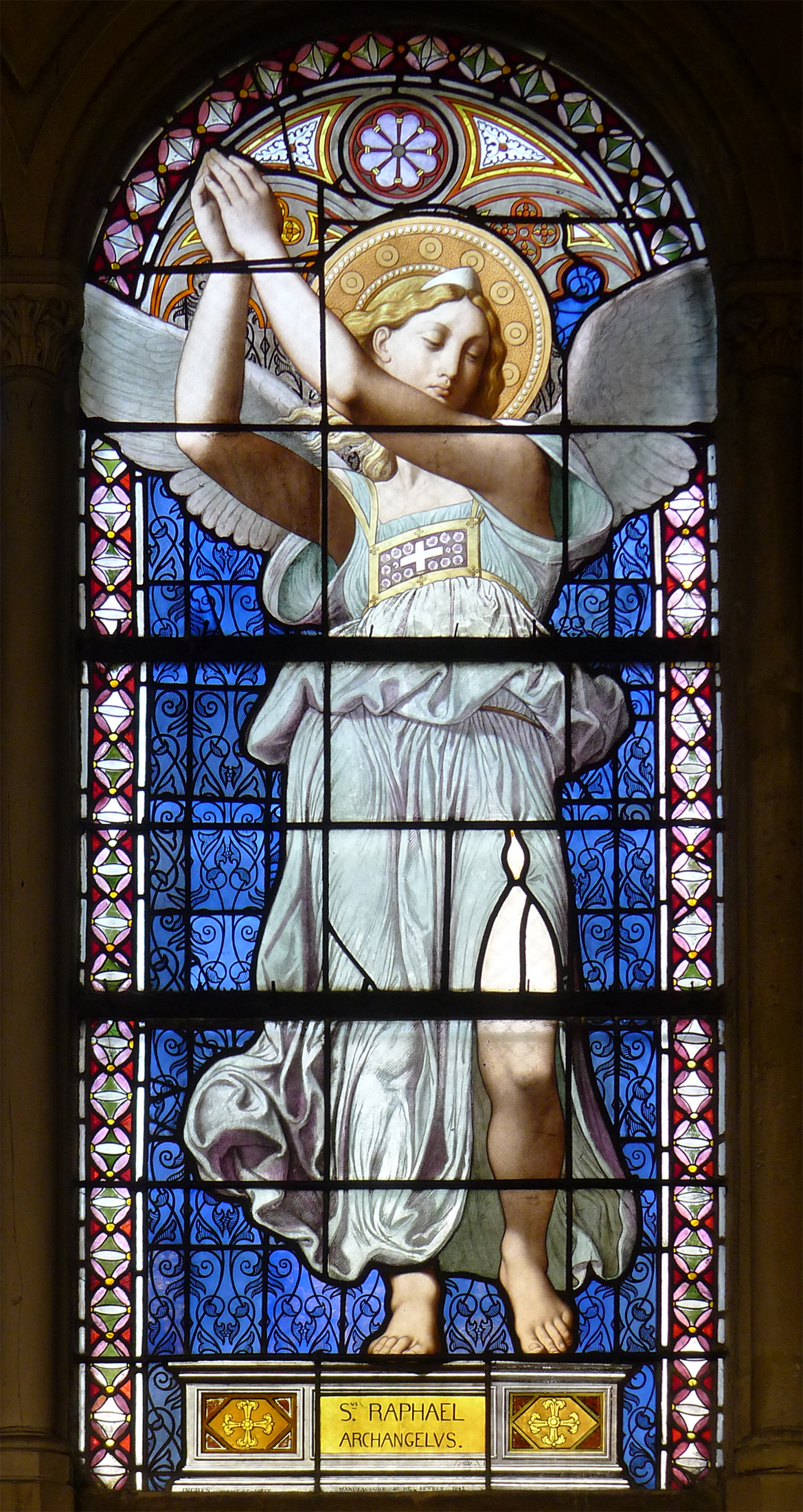
Vitrail représentant l'archange Raphael, église Notre-Dame-de-Compassion de Paris.